# Броварська міська рада
Броварська́ міська́ ра́да — адміністративно-територіальна одиниця та орган місцевого самоврядування у складі Київської області. Адміністративний центр — місто обласного значення Бровари.

## Загальні відомості
- Територія ради: 34 км²
- Населення ради: 100 247 осіб (станом на 1 серпня 2015 року)[1]

## Населені пункти
Міській раді підпорядковані населені пункти:
- м. Бровари

## Склад ради
Рада складається з 36 депутатів та голови.
- Голова ради: Сапожко Ігор Васильович

### Керівний склад попередніх скликань
| ПІБ                            | Основні відомості                                                       | Дата обрання | Дата звільнення |
| ------------------------------ | ----------------------------------------------------------------------- | ------------ | --------------- |
| Антоненко Віктор Олександрович | Міський голова, 1956 року народження, безпартійний                      | 19.06.2006   | 24.07.2008      |
| Сапожко Ігор Васильович        | Міський голова, 1977 року народження, освіта вища, член Партії регіонів | 31.10.2010   | 25.10.2015      |
| Сапожко Ігор Васильович        | Міський голова, 1977 року народження, освіта вища, безпартійний         | 25.10.2015   |                 |

Примітка: таблиця складена за даними сайту Верховної Ради України та ЦВК

### VI скликання
Рада VI скликання складалась з 42 депутатів та голови.
- Голова ради: Сапожко Ігор Васильович
- Секретар ради: Бабич Петро Іванович

#### Заступники голови
- Виноградова Лариса Миколаївна
- Резнік Олександр Вікторович

#### Депутати
За результатами місцевих виборів 2010 року депутатами ради були.

##### За суб'єктами висування
| Суб'єкт висування                                                                    | Кількість обраних депутатів | %    |
| ------------------------------------------------------------------------------------ | --------------------------- | ---- |
| Партія регіонів                                                                      | 12 / 0                      | 28,6 |
| Політична партія «Фронт Змін»                                                        | 9                           | 21,4 |
| Політична партія «УДАР (Український Демократичний Альянс за Реформи) Віталія Кличка» | 4                           | 9,5  |
| Політична партія Всеукраїнське об'єднання «Свобода»                                  | 3                           | 7,1  |
| Політична партія «Зелені»                                                            | 3                           | 7,1  |
| Партія Зелених України                                                               | 2                           | 4,8  |
| Політична партія Всеукраїнське об'єднання «Батьківщина»                              | 2                           | 4,8  |
| Політична партія «Європейська партія України»                                        | 2                           | 4,8  |
| Всеукраїнська партія «Нова Сила»                                                     | 1                           | 2,4  |
| Партія «Справедливість»                                                              | 1                           | 2,4  |
| Політична партія «Сильна Україна»                                                    | 1                           | 2,4  |
| Українська партія «Єдність»                                                          | 1                           | 2,4  |
| Українська соціал-демократична партія                                                | 1                           | 2,4  |

##### За округами
| № округу                                                                             | Прізвище, ім'я, по батькові         | Дата визнання обраним | Освіта             | Партійна приналежність                                                                     | Відомості про обраного депутата                                                                             |
| ------------------------------------------------------------------------------------ | ----------------------------------- | --------------------- | ------------------ | ------------------------------------------------------------------------------------------ | --- |
| Всеукраїнська партія «Нова Сила»                                                     |                                     |                       |                    |                                                                                            | |
| б/м                                                                                  | Антоненко Віктор Олександрович      | 02.11.2010            | вища               | позапартійний                                                                              | Всеукраїнська Асоціація ОМС «Асоціація міст України», заступник директора центру з правової допомоги містам |
| Партія Зелених України                                                               |                                     |                       |                    |                                                                                            | |
| б/м                                                                                  | Чабур Валерій Іванович              | 02.11.2010            | вища               | член Партії Зелених України                                                                | ТОВ «Шана-Сервіс», комерційний директор                                                                     |
| 15                                                                                   | Оксютенко Володимир Миколайович     | 02.11.2010            | вища               | член Партії Зелених України                                                                | пенсіонер                                                                                                   |
| Партія регіонів (фракція припинила існування 20 лютого 2014 року)                    |                                     |                       |                    |                                                                                            | |
| б/м                                                                                  | Федоренко Сергій Миколайович        | 02.11.2010            | вища               | член Партії регіонів                                                                       | ПП «Феско», директор                                                                                        |
| б/м                                                                                  | Віканов Євген Петрович              | 02.11.2010            | вища               | член Партії регіонів                                                                       | ТОВ БК «Укрбудінвест», директор                                                                             |
| б/м                                                                                  | Кіяшко (Семенюк) Олена Валеріївна   | 02.11.2010            | вища               | член Партії регіонів                                                                       | КП «ОРЦ», директор                                                                                          |
| б/м                                                                                  | Багмут Наталія Андріївна            | 02.11.2010            | вища               | член Партії регіонів                                                                       | Відділ культури Броварської міської ради, начальник                                                         |
| б/м                                                                                  | Жеребцова Людмила Вікторівна        | 02.11.2010            | вища               | член Партії регіонів                                                                       | ПП «Феско», заступник директора                                                                             |
| 1                                                                                    | Добровольский Володимир Миколайович | 02.11.2010            | вища               | член Партії регіонів                                                                       | ВАТ «ПДБП — 2», заступник голови правління по будівництву                                                   |
| 2                                                                                    | Онищенко Володимир Іванович         | 02.11.2010            | вища               | член Партії регіонів                                                                       | Управління освіти Броварської міської ради, начальник                                                       |
| 3                                                                                    | Сенько Лідія Іванівна               | 02.11.2010            | вища               | член Партії регіонів                                                                       | Управління Пенсійного фонду України в м. Бровари, начальник                                                 |
| 4                                                                                    | Бурий Анатолій Васильович           | 02.11.2010            | вища               | член Партії регіонів                                                                       | Броварська ЦРЛ, лікар-хірург                                                                                |
| 8                                                                                    | Бобко Анатолій Миколайович          | 02.11.2010            | вища               | член Партії регіонів                                                                       | Броварська філія ЕГГ ВАТ «Київоблгаз», начальник філії                                                      |
| 18                                                                                   | Сачавський Анатолій Михайлович      | 02.11.2010            | вища               | член Партії регіонів                                                                       | ТОВ «Гонта», заступник директора                                                                            |
| 19                                                                                   | Трощенко Ігор В'ячеславович         | 02.11.2010            | вища               | член Партії регіонів                                                                       | ВАТ «ПДБП — 2», голова правління                                                                            |
| Партія «Справедливість»                                                              |                                     |                       |                    |                                                                                            | |
| 7                                                                                    | Шкуренко Петро Власович             | 02.11.2010            | вища               | позапартійний                                                                              | Центральна районна дитяча лікарня м. Бровари, головний лікар                                                |
| Політична партія Всеукраїнське об'єднання «Батьківщина»                              |                                     |                       |                    |                                                                                            | |
| б/м                                                                                  | Заєць Євгеній Миколайович           | 02.11.2010            | середня спеціальна | член Всеукраїнського об'єднання «Батьківщина»                                              | ТОВ «Ларгос», заст. директора                                                                               |
| б/м                                                                                  | Кужим Юрій Сергійович               | 02.11.2010            | вища               | позапартійний                                                                              | приватний підприємець                                                                                       |
| Політична партія Всеукраїнське об'єднання «Свобода»                                  |                                     |                       |                    |                                                                                            | |
| б/м                                                                                  | Брусенська Ганна Віталіївна         | 02.11.2010            | вища               | член Всеукраїнського об'єднання «Свобода»                                                  | приватний підприємець                                                                                       |
| б/м                                                                                  | Кизим Василь Петрович               | 07.08.2014            | середня спеціальна | член Всеукраїнського об'єднання «Свобода»                                                  | ТОВ «МДУ», генеральний .директор                                                                            |
| 16                                                                                   | Базишин Петро Євгенович             | 02.11.2010            | вища               | член Всеукраїнського об'єднання «Свобода»                                                  | ТОВ «Рев'ю-Ойл», начальник відділу збуту                                                                    |
| Політична партія «Європейська партія України»                                        |                                     |                       |                    |                                                                                            | |
| б/м                                                                                  | Нужненко Юрій Іванович              | 02.11.2010            | вища               | член Політичної партії «Європейська партія України»                                        | Броварське училище фізичної культури, тренер-викладач                                                       |
| 21                                                                                   | Гредунов Євгеній Валерійович        | 02.11.2010            | вища               | позапартійний                                                                              | ТОВ ВКФ «Талісман» ЛТД, генеральний директор                                                                |
| Політична партія «Зелені»                                                            |                                     |                       |                    |                                                                                            | |
| б/м                                                                                  | Крат Андрій Володимирович           | 02.11.2010            | вища               | позапартійний                                                                              | ВАТ «ПДБП −2», фінансовий директор                                                                          |
| б/м                                                                                  | Андрієвський Вадим Анатолійович     | 02.11.2010            | вища               | позапартійний                                                                              | Громадська організація «Реальні справи», заступник голови                                                   |
| 5                                                                                    | Михайлов Олександр Михайлович       | 02.11.2010            | вища               | позапартійний                                                                              | Землевпорядне підприємство ТОВ «Константа», юрист                                                           |
| Політична партія «Сильна Україна»                                                    |                                     |                       |                    |                                                                                            | |
| б/м                                                                                  | Берізко Микола Михайлович           | 02.11.2010            | вища               | член Політичної партії «Сильна Україна»                                                    | ТОВ БК «Діатан — Київ», директор                                                                            |
| Політична партія «УДАР (Український Демократичний Альянс за Реформи) Віталія Кличка» |                                     |                       |                    |                                                                                            | |
| б/м                                                                                  | Колесніков Вадим Олегович           | 02.11.2010            | середня            | член Політичної партії «УДАР (Український Демократичний Альянс за Реформи) Віталія Кличка» | студент |
| б/м                                                                                  | Кириченко Олексій Валерійович       | 02.11.2010            | вища               | член Політичної партії «УДАР (Український Демократичний Альянс за Реформи) Віталія Кличка» | ТОВ «Майдан», юрист                                                                                         |
| б/м                                                                                  | Погарський Ярослав Адамович         | 02.11.2010            | вища               | член Політичної партії «УДАР (Український Демократичний Альянс за Реформи) Віталія Кличка» | Громадсь ка організація « Київська обласна організація Блоку Віталія Кличка», голова правління              |
| 6                                                                                    | Бабін Михайло Якович                | 02.11.2010            | вища               | член Політичної партії «УДАР (Український Демократичний Альянс за Реформи) Віталія Кличка» | Південно-Західна залізниця, машиніст холодильних установок                                                  |
| Політична партія «Фронт Змін»                                                        |                                     |                       |                    |                                                                                            | |
| б/м                                                                                  | Резнік Віктор Володимирович         | 02.11.2010            | вища               | член Політичної партії «Фронт Змін»                                                        | ПП «БЕСТ», директор                                                                                         |
| б/м                                                                                  | Плакся Юрій Сергійович              | 02.11.2010            | вища               | член Політичної партії «Фронт Змін»                                                        | Фермерське господарство «Жура вушка», заступник голови                                                      |
| б/м                                                                                  | Гайворонський Євген Анатолійович    | 02.11.2010            | вища               | член Політичної партії «Фронт Змін»                                                        | ТОВ «Челендж Аеропорт», менеджер з організації авіаційних перевезень                                        |
| 9                                                                                    | Чаюн Володимир Григорович           | 02.11.2010            | вища               | член Політичної партії «Фронт Змін»                                                        | ВАТ «Софія», голова правління                                                                               |
| 10                                                                                   | Сімутін Роман Вікторович            | 02.11.2010            | вища               | член Політичної партії «Фронт Змін»                                                        | Департамент правового забезпечення НАК «Украгролізинг», начальник відділу                                   |
| 11                                                                                   | Кузьменко Борис Дмитрович           | 02.11.2010            | вища               | член Політичної партії «Фронт Змін»                                                        | ТОВ «Схід Бізнес Центр», інженер з охорони праці та техніки безпеки                                         |
| 12                                                                                   | Велем Олександр Михайлович          | 02.11.2010            | вища               | член Політичної партії «Фронт Змін»                                                        | приватний підприємець                                                                                       |
| 13                                                                                   | Загуменний Микола Васильович        | 02.11.2010            | вища               | член Політичної партії «Фронт Змін»                                                        | приватний підприємець                                                                                       |
| 17                                                                                   | Чередник Юрій Павлович              | 02.11.2010            | вища               | член Політичної партії «Фронт Змін»                                                        | приватний підприємець                                                                                       |
| Українська партія «Єдність»                                                          |                                     |                       |                    |                                                                                            | |
| 20                                                                                   | Мельник Оксана Миколаївна           | 07.06.2013            | вища               | позапартійна                                                                               | 07400, Київська обл., м. Бровари, вул. Олімпійська, буд. 3, кв. 18, директор                                |
| Українська соціал-демократична партія                                                |                                     |                       |                    |                                                                                            | |
| 14                                                                                   | Іваненко Олег Валерійович           | 02.11.2010            | вища               | член Української соціал-демократичної партії                                               | Броварський міський нотаріальний округ, приватний нотаріус                                                  |

### VII скликання
За результатами місцевих виборів 2015 року депутатами ради стали:

#### За суб'єктами висування
| Суб'єкт висування                                          | Кількість обраних депутатів | %     |
| ---------------------------------------------------------- | --------------------------- | ----- |
| Партія Блок Петра Порошенка «Солідарність»                 | 8                           | 22.22 |
| Українська партія «Єдність»                                | 6                           | 16.67 |
| Політична партія «Об'єднання „Самопоміч“»                  | 5                           | 13.89 |
| Політична партія Всеукраїнське об'єднання «Свобода»        | 4                           | 11.11 |
| Політична партія Всеукраїнське об'єднання «Батьківщина»    | 4                           | 11.11 |
| політична партія ДемАльянс (Демократичний альянс)          | 4                           | 11.11 |
| Політична партія «Українське Об'єднання патріотів — УКРОП» | 3                           | 8.33  |
| Радикальна партія Олега Ляшка                              | 2                           | 5.56  |

#### За округами
| № округу                                                   | Прізвище, ім'я, по батькові     | Дата нар.  | Освіта              | Партійна приналежність                                           | Відомості                                                                                                  |
| ---------------------------------------------------------- | ------------------------------- | ---------- | ------------------- | ---------------------------------------------------------------- | --- |
| ПАРТІЯ "БЛОК ПЕТРА ПОРОШЕНКА «СОЛІДАРНІСТЬ»                |                                 |            |                     |                                                                  | |
| пк                                                         | Гредунов Євгеній Валерійович    | 10.11.1969 | вища                | безпартійний                                                     | ТОВ «Талісман ЛТД», генеральний директор                                                                   |
| 3                                                          | Іваненко Олег Валерійович       | 29.12.1978 | вища                | член ПАРТІЇ "БЛОК ПЕТРА ПОРОШЕНКА «СОЛІДАРНІСТЬ»                 | Самозайнята особа-нотаріус                                                                                 |
| 18                                                         | Сімутін Роман Вікторович        | 20.05.1976 | вища                | безпартійний                                                     | пенсіонер                                                                                                  |
| 15                                                         | Негода Галина Василівна         | 05.01.1954 | вища                | безпартійна                                                      | пенсіонер                                                                                                  |
| 12                                                         | Іваненко Валерій Іванович       | 23.07.1955 | вища                | безпартійний                                                     | Міський центр соціальної реабілітації дітей-інвалідів Броварської міської ради Київської області, директор |
| 26                                                         | Веремчук Ірина Сергіївна        | 21.07.1982 | вища                | безпартійна                                                      | ТОВ «БРОВАРИДЕСНАБУД», головний бухгалтер                                                                  |
| 6                                                          | Чередник Юрій Павлович          | 31.10.1978 | вища                | безпартійний                                                     | Фізична особа-підприємець                                                                                  |
| 2                                                          | Черепейник Леонід Володимирович | 28.04.1980 | загальна середня    | безпартійний                                                     | ТОВ «БРОВАРИ-ВТОРМА», генеральний директор                                                                 |
| Українська партія «Єдність»                                |                                 |            |                     |                                                                  | |
| пк                                                         | Оксютенко Володимир Миколайович | 27.04.1956 | вища                | безпартійний                                                     | ТОВ «Гонта-Сервіс», директор                                                                               |
| 33                                                         | Мельник Оксана Миколаївна       | 31.08.1967 | вища                | безпартійна                                                      | Броварська загальноосвітня школа І-ІІІ ступенів № 2, директор                                              |
| 35                                                         | Темченко Людмила Григорівна     | 04.03.1966 | вища                | безпартійна                                                      | КЗ БМР «Броварський міський центр первинної медико-санітарної допомоги», завідувачка амбулаторії           |
| 1                                                          | Тоцька Тетяна Петрівна          | 22.05.1952 | вища                | безпартійна                                                      | Дошкільний навчальний заклад «Ялинка» імені В. О. Сухомлинського, завідувачка                              |
| 20                                                         | Сенько Лідія Іванівна           | 18.02.1961 | вища                | безпартійна                                                      | Управління пенсійного фонду України у м. Броварах та Броварському районі, начальник                        |
| 10                                                         | Лемпіцький Валерій Анатолійович | 26.12.1961 | вища                | безпартійний                                                     | ТДВ «Броварський завод комунального устаткування», керівник напряму сертифікації і стандартизації          |
| Політична партія "Об'єднання «САМОПОМІЧ»                   |                                 |            |                     |                                                                  | |
| пк                                                         | Василенко Андрій Петрович       | 27.04.1977 | вища                | безпартійний                                                     | ДП «Зееландія», директор                                                                                   |
| 30                                                         | Чаюн Володимир Григорович       | 17.09.1960 | вища                | безпартійний                                                     | ПАТ «Софія», голова правління                                                                              |
| 1                                                          | Скотніков Юрій Анатолійович     | 25.07.1965 | вища                | безпартійний                                                     | Приватний підприємець                                                                                      |
| 24                                                         | Семенов Максим Володимирович    | 29.05.1989 | вища                | безпартійний                                                     | Приватний підприємець                                                                                      |
| 7                                                          | Крилова Тетяна Миколаївна       | 04.12.1984 | вища                | безпартійна                                                      | Фізична особа-підприємець                                                                                  |
| політична партія Всеукраїнське об'єднання «Батьківщина»    |                                 |            |                     |                                                                  | |
| пк                                                         | Резнік Олександр Вікторович     | 24.01.1981 | вища                | член політичної партії Всеукраїнське об'єднання «Батьківщина»    | Товариство з обмеженою відповідальністю «Лен Буд», директор                                                |
| 21                                                         | Бельський Сергій Костянтинович  | 28.01.1967 | вища                | член політичної партії Всеукраїнське об'єднання «Батьківщина»    | Броварська дитячо-юнацька спортивна школа, тренер викладач                                                 |
| 10                                                         | Мутило Вадим Анатолійович       | 29.11.1974 | вища                | безпартійний                                                     | Національна гвардія України, командир І-го взводу роти оперативного призначення                            |
| 32                                                         | Дудко Борис Володимирович       | 14.06.1976 | вища                | член політичної партії Всеукраїнське об'єднання «Батьківщина»    | Товариство з обмеженою відповідальністю «Ангар Сервіс 777», головний інженер                               |
| політична партія Всеукраїнське об'єднання «Свобода»        |                                 |            |                     |                                                                  | |
| пк                                                         | Шевчук Олег Сергійович          | 23.10.1973 | професійно-технічна | член політичної партії Всеукраїнське об'єднання «Свобода»        | Фізична особа-підприємець, директор                                                                        |
| 16                                                         | Бойко Сергій Олександрович      | 21.02.1992 | загальна середня    | член політичної партії Всеукраїнське об'єднання «Свобода»        | тимчасово не працює                                                                                        |
| 5                                                          | Здоровець Олексій Михайлович    | 24.04.1985 | вища                | член політичної партії Всеукраїнське об'єднання «Свобода»        | ТОВ «Техно Лайф», директор                                                                                 |
| 32                                                         | Кочубей Василь Михайлович       | 01.03.1966 | вища                | член політичної партії Всеукраїнське об'єднання «Свобода»        | ТОВ"ПРОМТЕХМЕТ", ливарник                                                                                  |
| політична партія ДемАльянс (Демократичний альянс)          |                                 |            |                     |                                                                  | |
| пк                                                         | Дяченко Аліна Олексіївна        | 16.09.1983 | вища                | член політичної партії ДемАльянс (Демократичний альянс)          | БМГО «Прозоре суспільство», журналіст                                                                      |
| 9                                                          | Саук Андрій Миколайович         | 29.12.1981 | вища                | безпартійний                                                     | Банк «Хрещатик», оСББ «В.Симоненка, 2-А» (м. Бровари), головний економіст, голова правління ОСББ           |
| 25                                                         | Лопатюк Андрій Михайлович       | 12.03.1982 | вища                | безпартійний                                                     | ТДВ «Бровари-молоко», менеджер з продажу                                                                   |
| 19                                                         | Берестовий Олег Ігоревич        | 24.05.1994 | професійно-технічна | член політичної партії ДемАльянс (Демократичний альянс)          | Фізична особа-підприємець                                                                                  |
| ПОЛІТИЧНА ПАРТІЯ «УКРАЇНСЬКЕ ОБ'ЄДНАННЯ ПАТРІОТІВ — УКРОП» |                                 |            |                     |                                                                  | |
| пк                                                         | Бабич Петро Іванович            | 04.03.1967 | вища                | член ПОЛІТИЧНОЇ ПАРТІЇ «УКРАЇНСЬКЕ ОБ'ЄДНАННЯ ПАТРІОТІВ — УКРОП» | ТОВ «Квінта», директор                                                                                     |
| 34                                                         | Зінченко Микола Андрійович      | 01.03.1963 | вища                | безпартійний                                                     | ПП «Маяк», директор                                                                                        |
| 32                                                         | Котляр Галина Миколаївна        | 21.10.1959 | загальна середня    | безпартійна                                                      | ОСББ "ЖК «Атлант», голова правління                                                                        |
| Радикальна партія Олега Ляшка                              |                                 |            |                     |                                                                  | |
| пк                                                         | Андрієвський Вадим Анатолійович | 06.06.1981 | вища                | член Радикальної партії Олега Ляшка                              | Фізична особа-підприємець                                                                                  |
| 23                                                         | Коваленко Вікторія Миколаївна   | 05.08.1983 | вища                | член Радикальної партії Олега Ляшка                              | Фізична особа-підприємець                                                                                  |

До засідання першої установчої сесії Броварської міської ради VII скликання, яке відбулося 17 листопада 2015 року, від мандатів на користь депутатства в Київській обласній раді відмовились висуванці БПП «Солідарність» Роман Сімутін і Олег Іваненко. Замість них депутатами стали Сергій Батюк та Володимир Опалько. Також депутатом став Володимир Білокінь замість обраної від УКРОПу Галини Котляр.

### VIII скликання
За результатами місцевих виборів 2020 року депутатами ради стали:

#### За суб'єктами висування
| Суб'єкт висування                                                                    | Кількість обраних депутатів | %     |
| ------------------------------------------------------------------------------------ | --------------------------- | ----- |
| Політична партія «Європейська солідарність»                                          | 5                           | 13,16 |
| Політична партія Всеукраїнське об'єднання «Батьківщина»                              | 3                           | 7,89  |
| Політична партія «Команда Ігоря Сапожка - Єдність»                                   | 12                          | 31,58 |
| Політична партія «Голос»                                                             | 3                           | 7,89  |
| Політична партія «За майбутнє»                                                       | 4                           | 10,53 |
| Політична партія «Слуга народу»                                                      | 4                           | 10,53 |
| Політична партія «УДАР (Український Демократичний Альянс за Реформи) Віталія Кличка» | 3                           | 7,89  |
| Політична партія «Рідний дім»                                                        | 4                           | 10,53 |

#### За округами
| № округу                                                                             | Прізвище, ім'я, по батькові       | Дата визнання обраним | Освіта | Партійна приналежність                        | Відомості про обраного депутата |
| ------------------------------------------------------------------------------------ | --------------------------------- | --------------------- | --- | --------------------------------------------- | --- |
| Політична партія «Європейська солідарність»                                          |                                   |                       | |                                               | |
| 3                                                                                    | Батюк Сергій Іванович             |                       | Міжнародна академія управління персоналом, соціологія державного управління та місцевого самоврядування | член партії «Європейська Солідарність»        | КП «Броваритепловодоенергія», інженер |
| 4                                                                                    | Драч Богдана Миколаївна           |                       | Київський медичний коледж, сестринська справа | член партії «Європейська Солідарність»        | тимчасово не працює |
| 1                                                                                    | Крепак Ігор Володимирович         |                       | середня загальна | член партії «Європейська Солідарність»        | пенсіонер |
| 2                                                                                    | Мамочка Вікторія Вікторівна       |                       | Херсонський державний аграрний університет, інженер-будівельник, Київський національний університет біоресурсів і природокористування, інженер — землевпорядник                                                   | позапартійна                                  | ПП "Земельно-архітектурне бюро «Меридіан», директор |
| 1                                                                                    | Фірсов Руслан Миколайович         |                       | Київський інститут «Слов'янський університет», міжнародні відносини | член партії «Європейська Солідарність»        | Національний педагогічний університет ім. М. Драгоманова, викладач кафедри соціології та публічних комунікацій |
| Політична партія «Команда Ігоря Сапожка — Єдність»                                   |                                   |                       | |                                               | |
| 2                                                                                    | Богуцький Сергій Васильович       |                       | Київський національний економічний університет, фінансовий менеджмент; Навчально-науковий Інститут магістерської підготовки та післядипломної освіти "Університет економіки та права «Крок», управління проектами | член партії «Команда Ігоря Сапожка — Єдність» | Броварська міська рада Броварського району Київської області VIII скликання, секретар міської ради |
| 2                                                                                    | Голубовський Олександр Павлович   |                       | Київський інститут сухопутних військ, інженер — механік | позапартійний                                 | ТОВ «Житло Уют Сервіс», директор |
| 4                                                                                    | Зінченко Микола Андрійович        |                       | Остерський будівельний технікум, технік-будівельник | позапартійний                                 | ПП «Маяк», директор |
| 3                                                                                    | Корсун Олександр Андрійович       |                       | Відкритий міжнародний університет розвитку людини «Україна», правознавство | позапартійний                                 | ТОВ «Євробетон», заступник директора з експлуатації |
| 1                                                                                    | Левенцов Володимир Володимирович  |                       | Національний юридичний університет ім. Я.Мудрого, правознавство | позапартійний                                 | незалежна професійна діяльність, адвокат |
| 3                                                                                    | Лудченко Діана Костянтинівна      |                       | Київський педагогічний університет ім. Б.Грінченка, вчитель української мови та літератури | член партії «Команда Ігоря Сапожка — Єдність» | Броварський міський територіальний центр соціального обслуговування Броварської міської ради, директор |
| 2                                                                                    | Михайлов Олександр Михайлович     |                       | Київський національний торгівельно-економічний університет, менеджмент економіки та право | позапартійний                                 | ТОВ «Альянсінвестбуд», директор |
| 3                                                                                    | Негода Галина Василівна           |                       | Київський педагогічний інститут ім. М. Горького, дошкільна педагогіка та психологія, вчитель вищої категорії | позапартійна                                  | пенсіонер |
| 3                                                                                    | Решетова Світлана Ігорівна        |                       | Академія адвокатури України, правознавство | член партії «Команда Ігоря Сапожка — Єдність» | Управління будівництва, житлово-комунального господарства, інфраструктури і транспорту Броварської міської ради Броварського району Київської області, начальник                                                                |
| 4                                                                                    | Темченко Людмила Григорівна       |                       | Київський медичний інститут ім. О.Богомольця, лікувальна справа, лікар вищої категорії | член партії «Команда Ігоря Сапожка — Єдність» | Амбулаторія № 1 загальної практики сімейної медицини Комунальне некомерційне підприємство Броварської міської ради Броварського району «Броварський міський центр первинної медико-санітарної допомоги», завідуюча амбулаторією |
| 2                                                                                    | Троценко Тетяна Павлівна          |                       | Національний аграрний університет, фінанси та кредит | член партії «Команда Ігоря Сапожка — Єдність» | Управління економіки та інвестицій Броварської міської ради Броварського району Київської області, начальник |
| 1                                                                                    | Чернюк Олеся Василівна            |                       | Київський національний університет ім. Т. Шевченка, правознавство | позапартійна                                  | ТОВ «СІТІ КОНСАЛТ ДЕВЕЛОПМЕНТ», юрисконсульт |
| Політична партія «Голос»                                                             |                                   |                       | |                                               | |
| 3                                                                                    | Веремчук Ірина Сергіївна          |                       | Хмельницький національний університет, економіка підприємства, | позапартійний                                 | Центральна районна дитяча лікарня м. Бровари, головний лікар |
| 1                                                                                    | Саук Андрій Миколайович           |                       | Київський славістичний університет, економіка та фінанси | позапартійний                                 | фізична особа підприємець |
| 1                                                                                    | Черепейнік Леонід Володимирович   |                       | Київський національний університет ім. Т. Шевченка, управління фінансами | позапартійний                                 | ТОВ «ВТОРМА ЮА», генеральний директор |
| Політична партія «За майбутнє»                                                       |                                   |                       | |                                               | |
| 2                                                                                    | Дудар Олена Михайлівна            |                       | Європейський університет, економіка підприємства | позапартійна                                  | ПАТ «Броварський завод залізобетонних конструкцій», член наглядової ради товариства |
| 3                                                                                    | Ковкрак Тетяна Михайлівна         |                       | Український державний педагогічний університет ім. М. Драгоманова, організатор-методист дошкільного виховання | позапартійна                                  | ТОВ «Броварський алюмінієвий завод», начальник відділу кадрів |
| 1                                                                                    | Сірик Євгеній Віталійович         |                       | Київський національний економічний університет ім. Вадима Гетьмана, маркетинг | позапартійний                                 | ТОВ «Броварський алюмінієвий завод», провідний менеджер з продажу житла |
| 4                                                                                    | Шапран Сергій Валентинович        |                       | Київський національний університет внутрішніх справ, правознавство | позапартійний                                 | ТОВ «Броварський алюмінієвий завод», головний виконавчий директор |
| Політична партія «Батьківщина»                                                       |                                   |                       | |                                               | |
| 4                                                                                    | Дудко Борис Володимирович         |                       | Київський національний університет будівництва та архітектури, інженер | член партії «Батьківщина»                     | ТОВ «Антар Сервіс 777», головний інженер |
| 2                                                                                    | Резнік Олександр Вікторович       |                       | Київський національний торгово-економічний університет, облік і аудит | член партії «Батьківщина»                     | тимчасово не працює |
| 2                                                                                    | Тимошенко Володимир Якович        |                       | ВПІТШ МВС СРСР, інженер | член партії «Батьківщина»                     | ТОВ «Техенерготрейд», заступник генерального директора |
| Політична партія «Слуга народу»                                                      |                                   |                       | |                                               | |
| 1                                                                                    | Завадський Ілля В'ячеславович     |                       | Київський національний торгово-економічний університет, банківська справа | позапартійний                                 | ТОВ «Вега Авто Бровари», директор |
| 2                                                                                    | Коломієць Ігор Васильович         |                       | Національна Академія державної податкової служби України, облік і аудит | позапартійний                                 | ТОВ «Шлях-ЮГ», керівник |
| 3                                                                                    | Потрясаєва Світлана Костянтинівна |                       | Український державний університет фізичного виховання і спорту, тренер-викладач | позапартійна                                  | фізична особа підприємець |
| 4                                                                                    | Ратніков Дмитро Геннадійович      |                       | Київський державний лінгвістичний університет, менеджмент організацій, Національна академія управління, правознавство                                                                                             | позапартійний                                 | Міністерство закордонних справ України, радник-посланник |
| Політична партія «УДАР (Український Демократичний Альянс за Реформи) Віталія Кличка» |                                   |                       | |                                               | |
| 4                                                                                    | Кузьменко Борис Дмитрович         |                       | Київський державний педагогічний інститут ім. М. Горького, вчитель фізики та астрономії | позапартійний                                 | ТОВ «Самбор», директор |
| 2                                                                                    | Островерха Марія Романівна        |                       | Дніпропетровський медичний інститут, акушер-гінеколог вищої категорії, кандидат медичних наук | позапартійна                                  | Комунальне некомерційне підприємство «Броварська багатопрофільна клінічна лікарня» Броварської районної ради Київської області та Броварської міської ради Київської області, завідуюча пологового відділення                   |
| 4                                                                                    | Пєший Василь Миколайович          |                       | Київський національний університет ім. Т. Шевченка, правознавство, Міжрегіональна академія управління персоналом, зовнішньоекономічна діяльність                                                                  | позапартійна                                  | ТОВ «РЛЦ», керівник департаменту митно-брокерського обслуговування |
| Політична партія «Рідний дім»                                                        |                                   |                       | |                                               | |
| 3                                                                                    | Казаков Олександр Сергійович      |                       | Київський славістичний університет, облік та аудит | позапартійний                                 | тимчасово не працює |
| 2                                                                                    | Маслова Наталія Владиславівна     |                       | Київський національний університет ім. Т. Шевченка, Інститут міжнародних відносин, міжнародне право, Національна академія державного управління при Президентові України, місцеве самоврядування                  | позапартійна                                  | Департамент соціальної політики ВО КМР (КМДА), головний спеціаліст |
| 3                                                                                    | Ткаченко Максим Володимирович     |                       | ПВНЗ «Університет сучасних знань», менеджмент, кандидат юридичних наук | позапартійний                                 | ПО «Університет штучного інтелекту та цифровізації» ПУ, асистент кафедри менеджменту та ділового адміністрування |
| 3                                                                                    | Коваленко Вікторія Миколаївна     |                       | Національна академія державного управління при Президентові України, місцеве самоврядування | позапартійна                                  | ТОВ «Брук-Бетон Сервіс», директор |

## Постійні комісії
- Комісія з питань Регламенту, депутатської етики, діяльності засобів масової інформації та контролю за виконанням рішень міської ради
- Комісія з питань соціально-економічного та культурного розвитку, бюджету, фінансів і цін
- Комісія з питань розвитку та благоустрою територій, земельних відносин, архітектури, будівництва та інвестицій
- Комісія з питань комунальної власності та приватизації
- Комісія з питань соціального захисту населення, охорони здоров'я та довкілля
- Комісія з питань освіти, науки, культури та релігії
- Комісія з питань законності та правопорядку
- Комісія з питань молодіжної політики та спорту

## Структурні підрозділи
- Архівний відділ
- Відділ культури
- Відділ у справах сім'ї та молоді
- Відділ контролю за станом благоустрою міста
- Відділ фізичної культури
- Служба у справах дітей
- Управління житлово-комунального господарства
- Управління містобудування та архітектури
- Управління освіти
- Управління праці та соціального захисту населення
- Фінансове управління
- Центр соціального обслуговування

## Комунальні ЗМІ
- Комунальне підприємство Броварської міської ради "Телестудія «Наше місто» (створено 25 січня 2007 року).
- Броварська редакція міськрайонного радіомовлення (створено 1997 року).

## Проблеми, скандали та порушення
У січні 2011 року із сайту Броварської міської ради зникли всі розпорядження, рішення, проекти рішень, регуляторні акти, які згідно із законом «Про доступ до публічної інформації» були опубліковані у 2011 році.
Сайт Броварської міської ради не розмістив біографії депутатів[джерело?][коли?].
2 червня 2012 року Броварський міськрайонний суд ухвалив рішення у справі про доступ до публічної інформації. Згідно з ним, визнано протиправною відмову Міської ради у задоволенні запиту на інформацію громадського активіста Сергія Іллюхіна.